# Бочкі-Старі
Бочкі-Старі (пол. Boczki Stare) — село в Польщі, у гміні Шадек Здунськовольського повіту Лодзинського воєводства.
Населення — 263 особи (2011).
У 1975-1998 роках село належало до Серадзького воєводства.

## Демографія
Демографічна структура станом на 31 березня 2011 року:
|          | Загалом | Допрацездатний вік | Працездатний вік | Постпрацездатний вік |
| -------- | ------- | ------------------ | ---------------- | -------------------- |
| Чоловіки | 137     | 34                 | 88               | 15                   |
| Жінки    | 126     | 27                 | 69               | 30                   |
| Разом    | 263     | 61                 | 157              | 45                   |